# Viatcheslav Kouznetsov (cyclisme)
Pour les articles homonymes, voir Viatcheslav Kouznetsov.
Viatcheslav Kouznetsov, né le 24 juin 1989 à Togliatti, est un coureur cycliste russe, professionnel entre 2013 et 2021. Il a notamment terminé troisième de Gand-Wevelgem en 2016.

## Biographie
En 2010, il remporte la Côte picarde, l'une des épreuves de la Coupe des Nations des moins de 23 ans.
En 2016, il termine troisième de Gand-Wevelgem avant de monter sur la troisième marche du podium du Tour de Wallonie. 
En 2020, il se classe septième de la semi-classique Paris-Camembert.

## Palmarès et classements mondiaux

### Palmarès
- 2010
  - Côte picarde
  - 10e du championnat du monde sur route espoirs
- 2011
  -  Champion de Russie sur route espoirs
  - 2e de la Coppa della Pace
- 2012
  - Roue tourangelle
  - 3e étape du Circuit des Ardennes (contre-la-montre par équipes)
  - 1re étape de la Ronde de l'Oise
  - 7e étape du Tour de Bulgarie
  - 2e de la Ronde de l'Oise
  - 2e du Miskolc GP
  - 2e de la Ruota d'Oro
  - 3e du Circuit des Ardennes
  - 3e de la Mayor Cup
  - 3e du Grand Prix des Marbriers
- 2016
  - 3e de Gand-Wevelgem
  - 3e du Tour de Wallonie

### Résultats sur les grands tours

#### Tour d'Italie
4 participations
- 2016 : 123e
- 2017 : 132e
- 2018 : 105e
- 2019 : abandon (17e étape)

#### Tour d'Espagne
1 participation
- 2019 : 138e

### Classements mondiaux
| Année            | 2008  | 2009 | 2010 | 2011 | 2012 | 2013 | 2014 | 2015 |
| ---------------- | ----- | ---- | ---- | ---- | ---- | ---- | ---- | ---- |
| UCI World Tour   |       |      |      |      |      | nc   | nc   | nc   |
| UCI Oceania Tour |       |      | 52e  |      |      |      |      |      |
| UCI Europe Tour  | 1139e |      | 341e | 296e | 26e  |      |      |      |